# Пашківська Марта
Марта Пашківська (псевдо: Марта, Маруся, Мартуся, Мартуня; * 1925, м. Борщів, Тернопільська область — весна 1949, м.Львів) — учасниця національно-визвольних змагань, зв'язкова командира УПА Романа Шухевича, композиторка.

## Життєпис

Зліва на право Марта Пашківська, Ірина Савицька та Ольга Ільків

Народилася в м. Борщеві в змішаній родині (батько українець, а мати полячка). Навчалася в місцевій гімназії. 
Під впливом свого нареченого Лонгина Шиманського від 1943 року співпрацювала з ОУН, виконувала завдання Крайового проводу УЧХ ЗУЗ (постій. у с. Литвинів, нині Чортківського району). Референт забезпечення членів жіночої мережі Юнацтва ОУН. Від січня 1945 року обслуговувала зв'язки Головного командира УПА Романа Шухевича. 
Від 1945 року – перебувала у Львові, тут закінчила фельдшерсько-акушерську школу, займалася доставкою вакцини проти висипного тифу для підпільників у Карпатах. 1946-1948  утримувала конспіративну квартиру Романа Шухевича в с. Грімне Львівської області. Від 1949 – помічник надрайонного провідника «Левка».
Загинула в криївці за нез’ясованих обставин.

### Творчість
Авторка музики до пісень. 
- «Самітність (Підпільне танго)» (1944)
- «Повстанське танго» (1944)
- «Нічний перехід (Карпатське танго)» (1945; усі видані 2000, в м. Тернопіль).

Найвідоміша - "Повстанське танго" на слова Ольги Ільків стала саунд-треком до однойменного фільму із циклу "Жива УПА".

## Вшанування пам'яті
- В 2020-21 рр відбувалися зйомки чотирисерійного циклу телепередач «Жива УПА.Тернопільщина», одна із серій циклу присвячена життєвому шляху Марти Пашківської[5][6][7]
- На її честь заснований мистецький фестиваль повстанської пісні імені Марти Пашківської «Зродились ми великої години»» у місті Борщові[8].
- У місті Борщів вулицю Олега Кошового перейменували на її честь.